# Vers le sud
Ne doit pas être confondu avec Après le sud.
Pour plus de détails, voir Fiche technique et Distribution.
Vers le sud est un film franco-québécois réalisé par Laurent Cantet, sorti en 2005.

## Synopsis
Dans un aéroport d'Haïti, en 1979, Albert, patron d'un hôtel en bord de mer, attend Brenda, une cliente américaine qui revient trois ans après un premier séjour. Cette fois sans son mari. Elle y retrouve le jeune Legba qui échange contre quelques cadeaux et billets sa présence auprès de Nord-Américaines mûres. Pour avoir Legba, elle va entrer en concurrence avec Ellen, enseignante de Boston, une habituée de l'hôtel.

## Fiche technique
- Titre : Vers le sud
- Réalisation : Laurent Cantet
- Scénario : Robin Campillo et Laurent Cantet, d'après trois nouvelles de Dany Laferrière
- Production : Simon Arnal, Caroline Benjo, John Hamilton, David Reckziegel, Carole Scotta, Valérie Lonergan et Barbara Letellier
- Société de production : Haut et Court, en association avec Cofinova 1
- Musique : Inconnu
- Photographie : Pierre Milon
- Montage : Robin Campillo
- Décors : Franckie Diago
- Costumes : Denis Sperdouklis
- Pays d'origine :  France,  Canada
- Format : couleur - 1,85:1 - Dolby Digital - 35 mm
- Genre : comédie dramatique
- Durée : 107 minutes
- Dates de sortie : 
  - septembre 2005 (Mostra de Venise),
  - 25 janvier 2006 (France),
  - 1er février 2006 (Belgique)

## Distribution
- Charlotte Rampling : Ellen
- Karen Young : Brenda
- Louise Portal : Sue
- Ménothy César : Legba
- Lys Ambroise : Albert
- Jackenson Pierre Olmo Diaz : Eddy
- Wilfried Paul : Neptune
- Michelet Cassis : Charlie
- Pierre-Jean Robert : Chico
- Jean Delinze Salomon : Jérémy
- Kettline Amy : Denise
- Daphné Destin : Lossita
- Guiteau Nestant : Frank
- Michelet Ulysse : Bob

## Production

### Tournage
- Le tournage s'est déroulé du 9 janvier au 11 mars 2005 en République dominicaine, ainsi qu'en Haïti.

## Distinctions

### Récompenses
- Prix CinemAvvenire pour Laurent Cantet et Prix Marcello-Mastroianni pour Ménothy César, lors de la Mostra de Venise 2005.